# Daniel Grao
Daniel Grao, né à Sabadell le 17 février 1976, est un acteur espagnol de séries et de films au cinéma et à la télévision, ainsi que comédien de théâtre.

## Biographie
Né à Sabadell, en Catalogne, en 1976, il s'intéresse très jeune à l'œuvre de Federico García Lorca.
Il commence sa carrière en 2001 dans la série catalane El cor de la ciutat sur TV3.
En 2002, au cinéma, il interprète le rôle d'un étudiant dans L'Auberge espagnole de Cédric Klapisch.
Il joue en 2006 dans trois épisodes de Hospital Central et en 2007 dans la troisième saison d'Amar en tiempos revueltos sur l'après-guerre d'Espagne et les premières années de la dictature franquiste dans le rôle de Silvestre Ribadesella, Il joue les années suivantes dans Sin tetas no hay paraíso et Acusados.
Au cinéma, il intègre la distribution du film Les Yeux de Julia de Guillem Morales et Oriol Paulo, avec  Belén Rueda et Lluís Homar. Il est doublé dans la version française par le comédien Félicien Juttner.
En 2011, il revient dans les séries Los misterios de Laura, Ange ou Démon et Mario Conde: los días de gloria dans le rôle de l'homme d'affaires et président de Banesto Mario Conde.
En 2012, il participe au dernier épisode de la quatrième saison de L'Aigle rouge et Luna, el misterio de Calenda sur Antena 3. Sur le grand écran, on le retrouve dans The End de Jorge Torregrossa.
En 2013, il joue dans Hermanos et dans Prim pour Telecinco et el asesinato de la calle del Turco pour TVE, ainsi que dans le film La Mule de Michael Radford. Il enchaîne ensuite en 2014 avec la série Sin identidad, thriller d'Antena 3.
En 2016, il joue au théâtre dans La piedra oscura, la pièce à succès d'Alberto Conejero, en Espagne et au Café de la Danse à Paris. Il interprète le rôle principal, celui de Rafael Rodríguez Rapún, compagnon de Federico García Lorca mort au combat durant la guerre d'Espagne.
Au cinéma, il est Xoan dans Julieta de Pedro Almodóvar aux côtés notamment d'Emma Suárez, d'Adriana Ugarte et d'Inma Cuesta. Il monte les marches du Festival de Cannes 2016 où le film est sélectionné.
En 2018, il est Bernat Estanyol dans la série d' Atresmedia, Televisió de Catalunya et Netflix, La catedral del mar.
Il est également au casting de The Goya Murders (El asesino de los caprichos) réalisé par Gerardo Herrero et sorti en 2019 et de L'Arbre de sang de Julio Medem.
En 2019, il joue dans la pièce de théâtre La Machine de Turing avec Carlos Serrano.
En 2020, il joue dans la série de Netflix La Disparition de Soledad et le professeur de la série HIT diffusée par la chaîne publique espagnole La 1 de TVE, qui débute le 21 septembre 2020 pendant les trois saisons.
En 2021 dans le long-métrage La Casa entre los cactus de Carlota Gonzalez-Adrio avec Ariadna Gil.

## Récompenses
Daniel Grao est nommé dans diverses compétitions au cours de sa carrière. Il est notamment lauréat du prix de l'Unión de Actores y Actrices pour la pièce La avería en 2011 et fait partie des prétendants des prix Feroz pour le rôle d'Hugo Ibarra Toledo dans la série dramatique espagnole HIT.